# Kollegiatstift Eutin

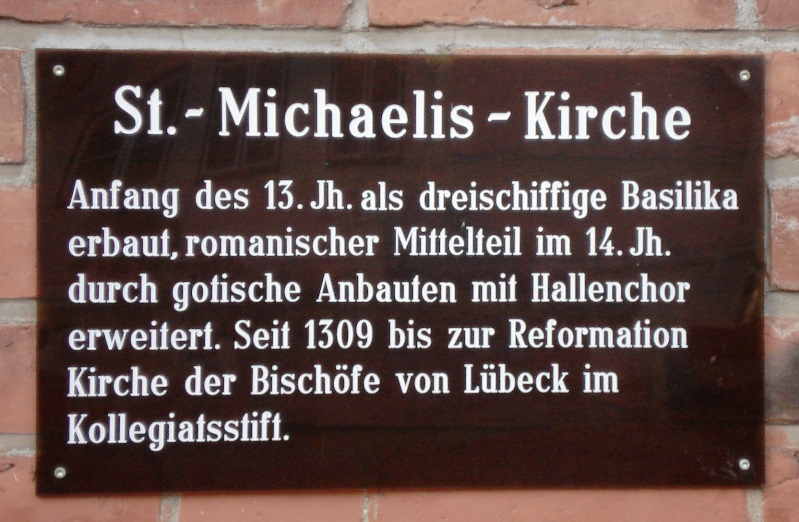
Tafel mit Nennung des „Kollegiatstift“ der St.-Michaelis-Kirche in Eutin

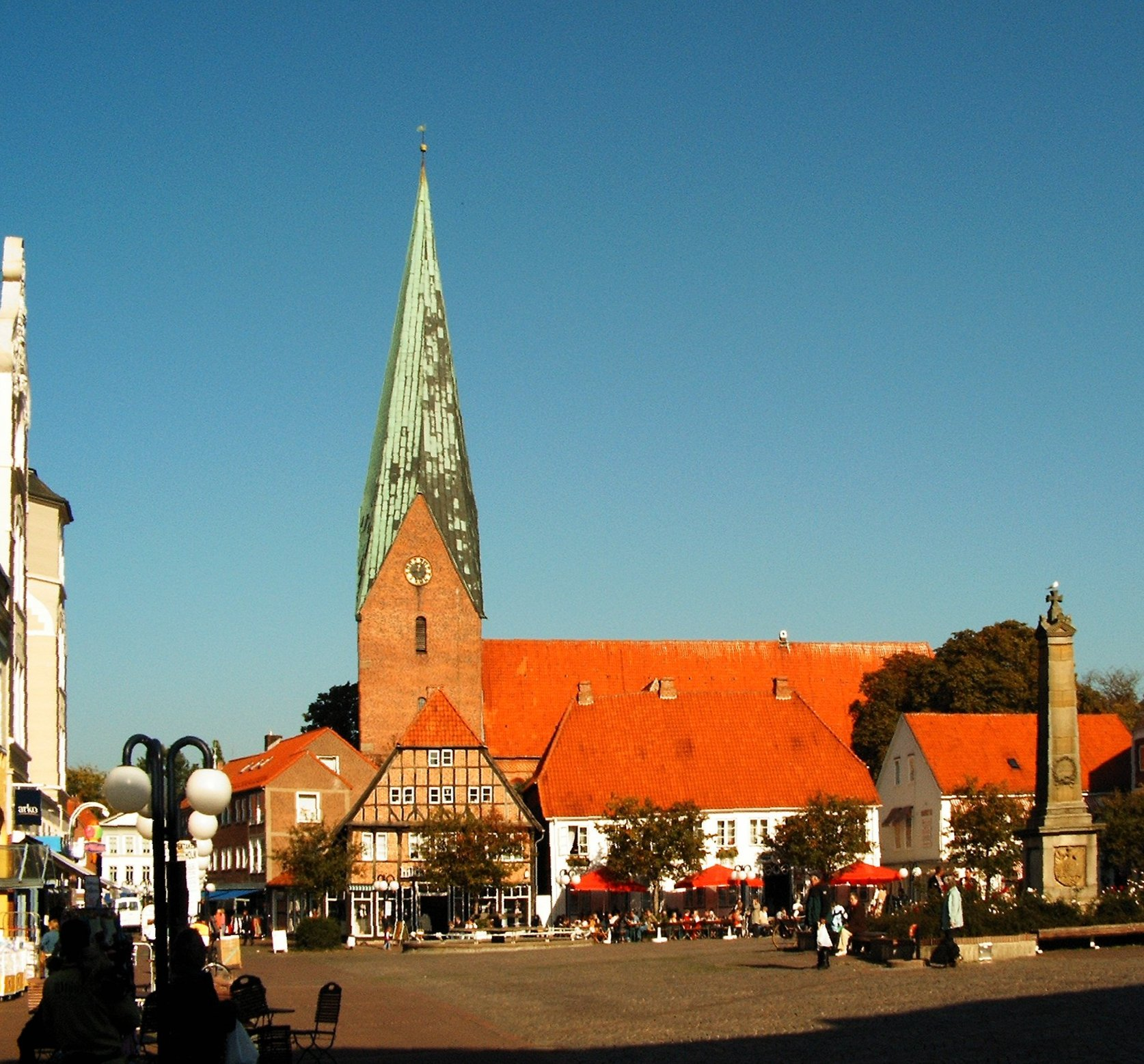
Die St.-Michaelis-Kirche in Eutin – die Stiftskirche des Kollegiatstifts Eutin

Das Kollegiatstift Eutin war ein Kollegiatstift in Eutin im Bistum Lübeck / Hochstift Lübeck (heute Kreis Ostholstein in Schleswig-Holstein). Als Gebietskörperschaft unterstanden ihm mehrere Dörfer um Eutin.
Das Kollegiatstift Eutin wurde 1308 von Lübecker Bischof Burkhard von Serkem gegründet.
Nach der Verlegung des Lübecker Bischofssitzes und Übersiedlung des Bischofs nach Eutin im Jahr 1309, die durch das Zerwürfnis mit Lübeck bedingt waren, gewann das Kollegiatstift Eutin an Bedeutung und erhielt unter anderem Besitzungen in der Gegend zwischen Oldenburg in Holstein und Heiligenhafen.
Unter anderem gehörten Altgalendorf, Nanndorf und Rathjensdorf zu den Besitzungen.
Das Kollegiatstift Eutin blieb während der Reformation erhalten und wurde evangelisch fortgeführt.
Die Kirche des Kollegiatstifts war die Eutiner St.-Michaelis-Kirche.
Das Kollegiatstift Eutin, das wie das Lübecker Domkapitel Teil des Hochstifts Lübeck war, wurde infolge des Reichsdeputationshauptschlusses 1803 säkularisiert – seine Besitzungen wurden ab 1804 durch das neu gebildete Amt Kollegiatstift im Fürstentum Lübeck verwaltet.